# Teatro de la Ciudad
Il teatro de la Ciudad de Mexico è uno dei più belli edifici del Centro Storico di Città del Messico, si trova nell'antica Calle de Donceles a lato dell'edificio dell'Assemblea legislativa di Città del Messico. La facciata principale presenta elementi di stile Neoclassico.
L'edificio attuale fu costruito agli inizi del XIX secolo dall'allora famosa attrice e cantante messicana Esperanza Iris (conosciuta come la "Regina dell'Operetta") e inaugurato nel 1918. Si sa che il terreno che è occupato dal teatro era già occupato da un teatro precedente, che era conosciuto con il nome di Teatro Xicoténcatl.
Questo teatro arrivò ad essere il più importante centro di spettacoli della città e dell'intero paese; qui si esibirono alcuni dei più importanti artisti nazionali ed internazionali.
Nel 1984 fu parzialmente distrutto da un incendio, e venne ricostruito nel 1999 dal Governo di Città del Messico, che lo riportò agli antichi splendori.